# Dødbold (fodbold)
Dødbold er det gamle fodboldudtryk for standardsituationerne straffespark, frispark, hjørnespark og indkast.